# Marateca
Marateca era una freguesia portuguesa del municipio de Palmela, distrito de Setúbal.

## Geografía
Marateca ocupa la porción suroriental del municipio de Palmela, limitando, en el sentido de las agujas del reloj, con los de Montijo (exclave de Pegões), Vendas Novas, Alcácer do Sal y Setúbal. La freguesia comprendía las localidades de Águas de Moura (la más poblada), Margaça, Cajados, Fernando Pó, Fonte da Barreira y Agualva de Cima.

## Historia
Hasta 1926 Marateca era una simple aldea de la entonces freguesia de Palmela, integrada en el municipio de Setúbal. Cuando por Decreto-Ley n.º 12.615, de 1 de noviembre de 1926, se creó el municipio de Palmela, Marateca se integró en él como freguesia autónoma. En 1957 Marateca cedió parte de su territorio para formar la nueva freguesia de Santo Isidro de Pegões, en el municipio de Montijo, y en 1988 se segregó de ella la freguesia de Poceirão.
Fue suprimida el 28 de enero de 2013, en aplicación de una resolución de la Asamblea de la República portuguesa promulgada el 16 de enero de 2013 al unirse con la freguesia de Poceirão, formando la nueva freguesia de Poceirão e Marateca.